# La Casa Roja (Banyeres del Penedès)
|  | Per a altres significats, vegeu «la Casa Roja». |

La Casa Roja és un mas al terme de Banyeres del Penedès (Baix Penedès) inclosa a l'Inventari del Patrimoni Arquitectònic de Catalunya. Actualment està reformada i es fa servir com a allotjament turístic. És una masia situada dins la urbanització anomenada també "Casa Roja". L'edifici presenta una coberta de dues vessants. Consta de dues plantes. El baixos tenen una portalada d'arc de mig punt. El pis noble té una sèrie de finestres amb ampit. L'edifici presenta, a més de l'habitatge, una sèrie de dependències utilitzades com a celler... L'edificació és feta de paredat.